# Chi Bần

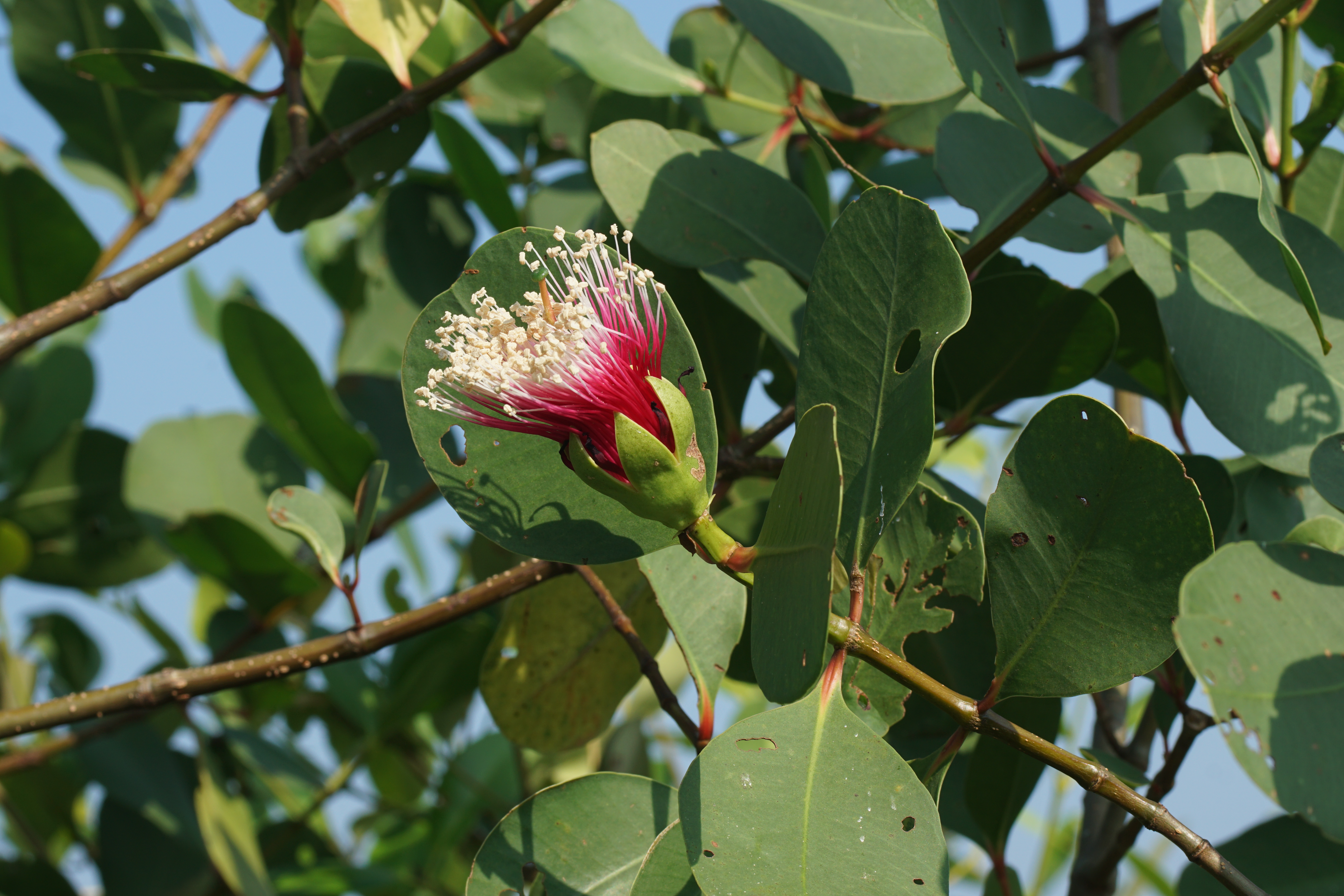
Hoa, lá bần trên cây

Chi Bần (danh pháp khoa học: Sonneratia) là một chi của thực vật có hoa trong họ Bằng lăng (Lythraceae). Trước đây Sonneratia được đặt trong họ Bần (Sonneratiaceae), bao gồm cả Sonneratia và chi Phay (Duabanga), nhưng hiện nay hai chi này được đặt trong các phân họ chứa chính chúng của họ Bằng lăng. Tên khoa học của chi này còn là Blatti do James Edward Smith đặt, nhưng Sonneratia có độ ưu tiên cao hơn. Tên gọi chung của chúng trong tiếng Việt là bần. Chúng là các loài cây thân gỗ sinh sống trong các cánh rừng tràm đước ven biển. Chúng sử dụng bộ lọc ở rễ để đào thải muối.

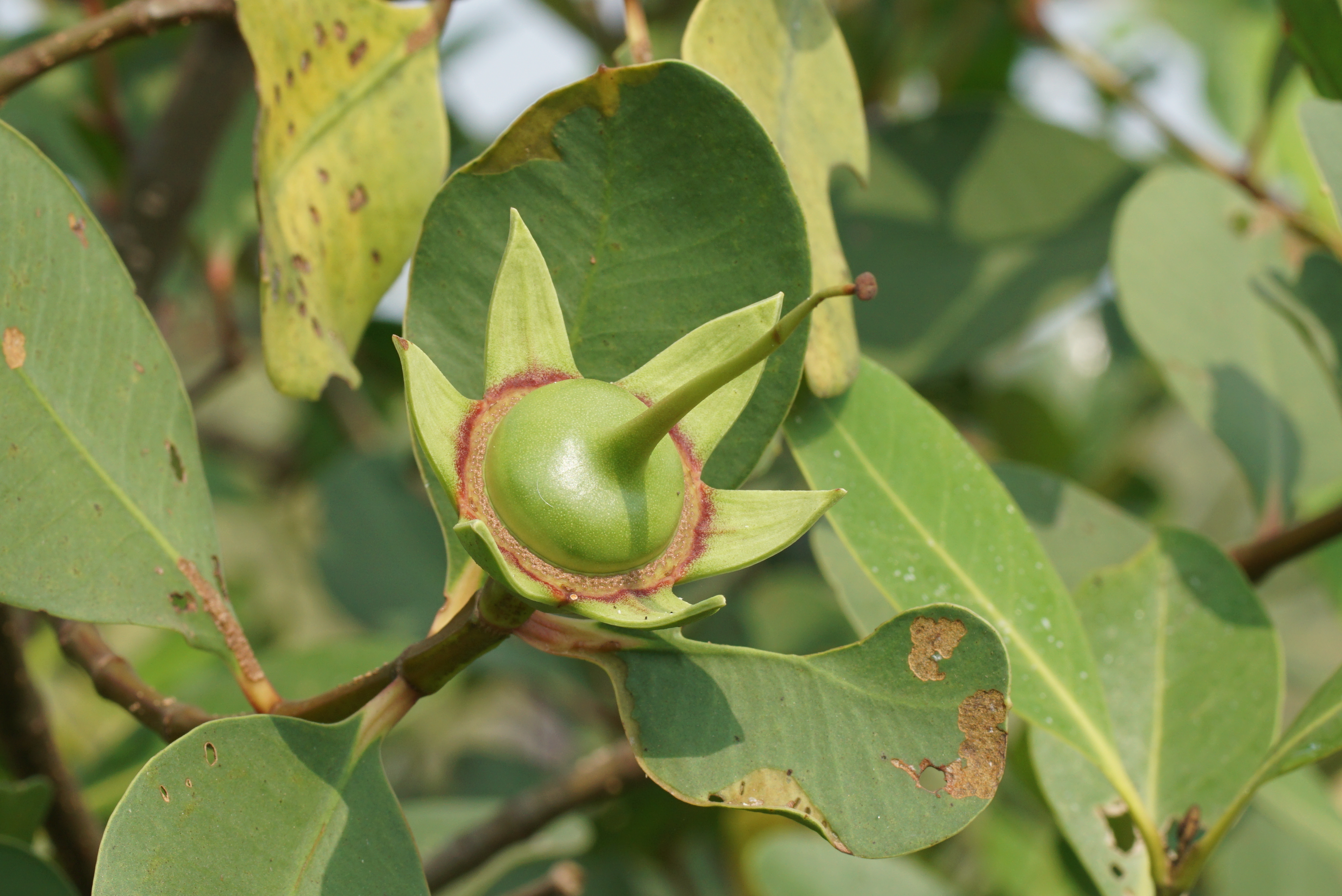
Trái bần non trên cây
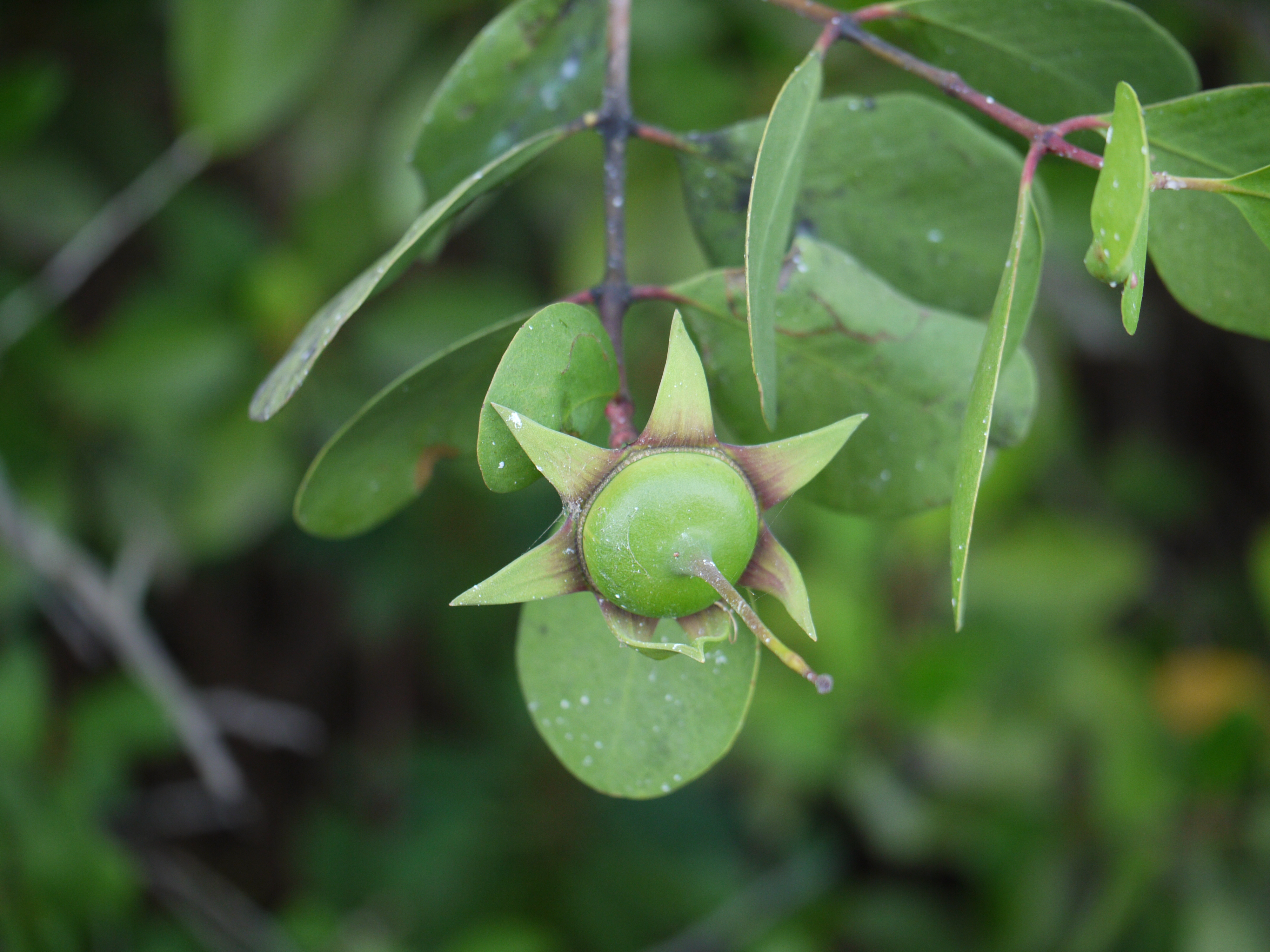
Trái bần
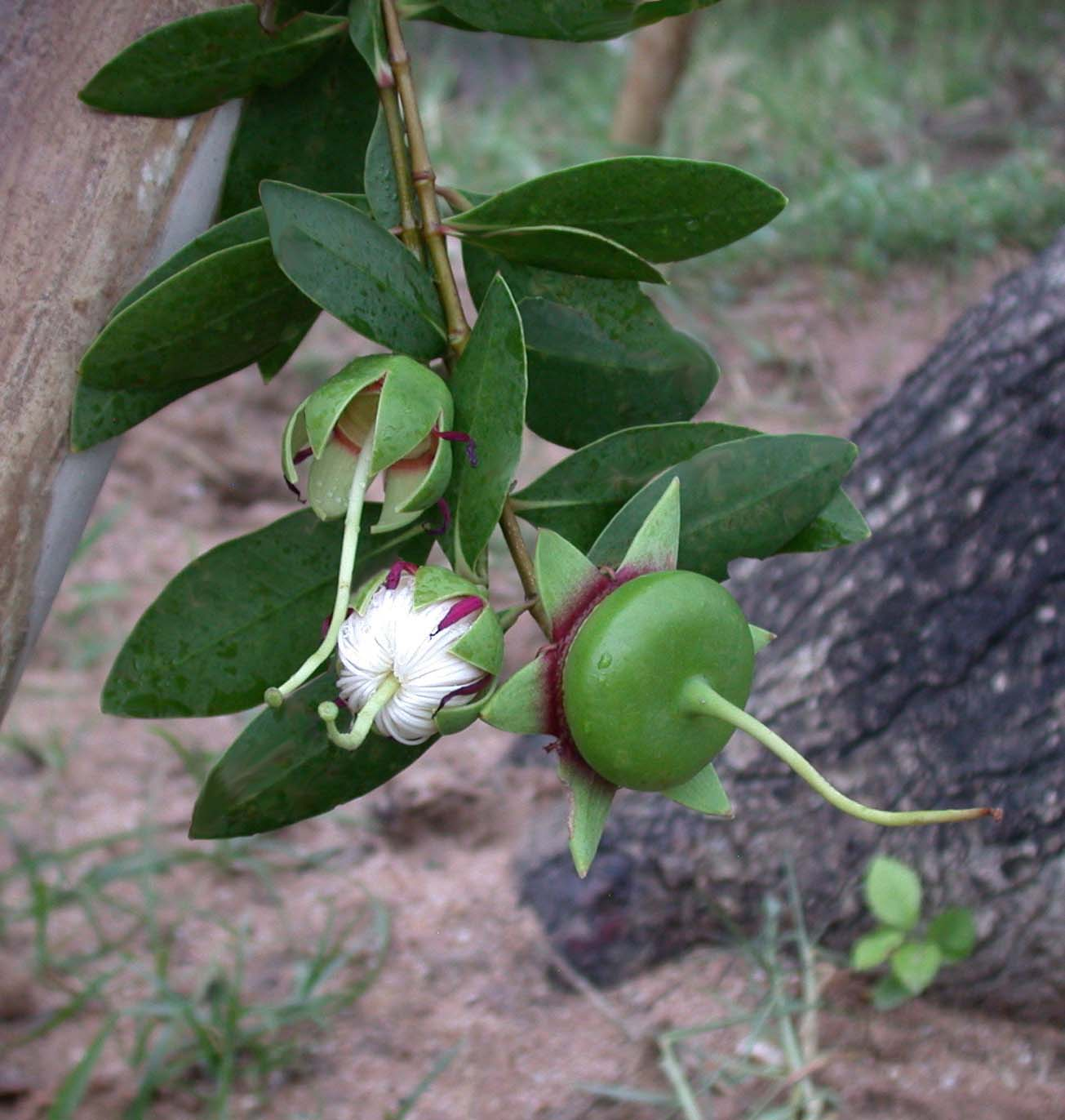
Nhánh, lá, hoa, trái bần
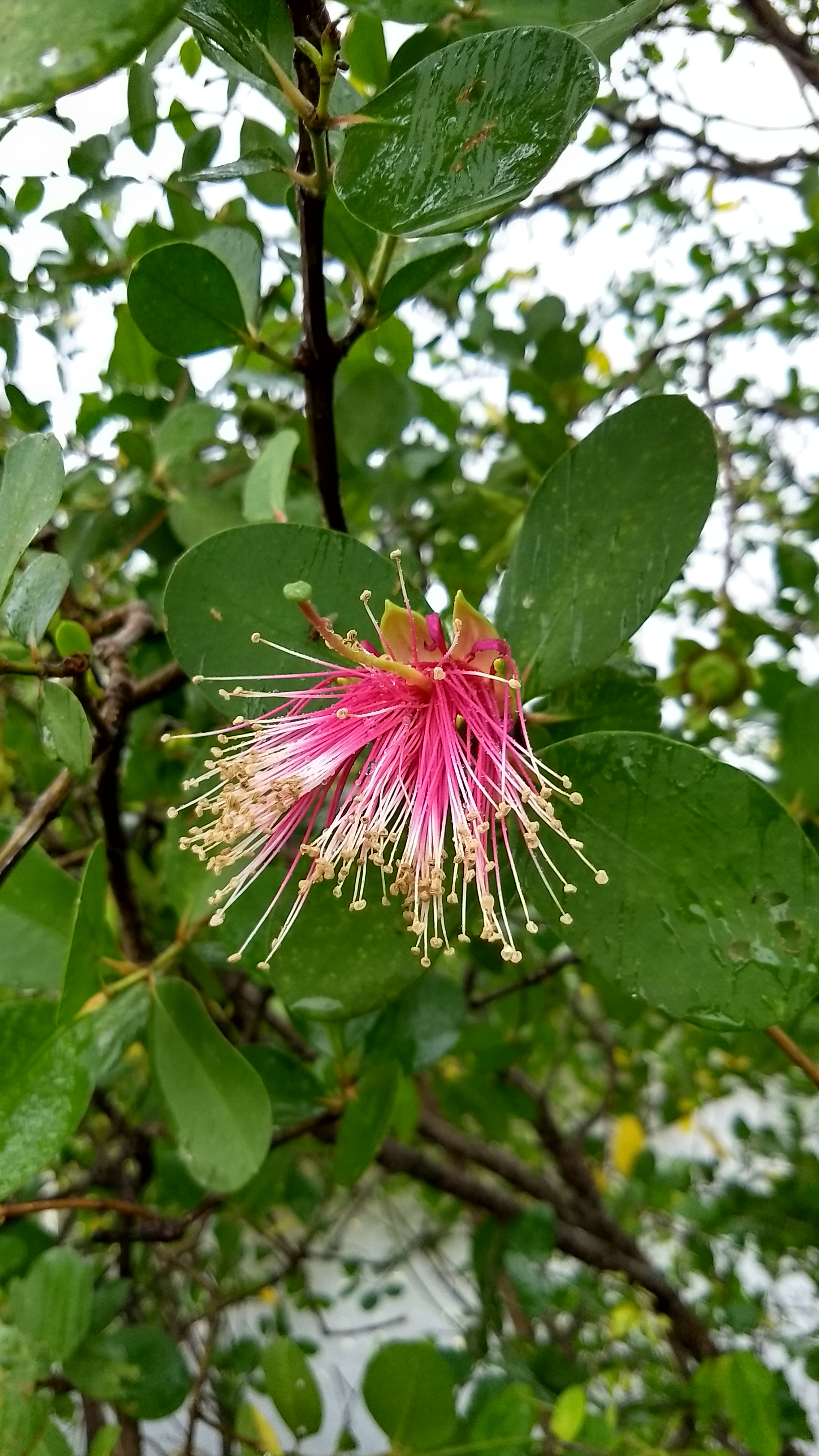
HOA BẦN
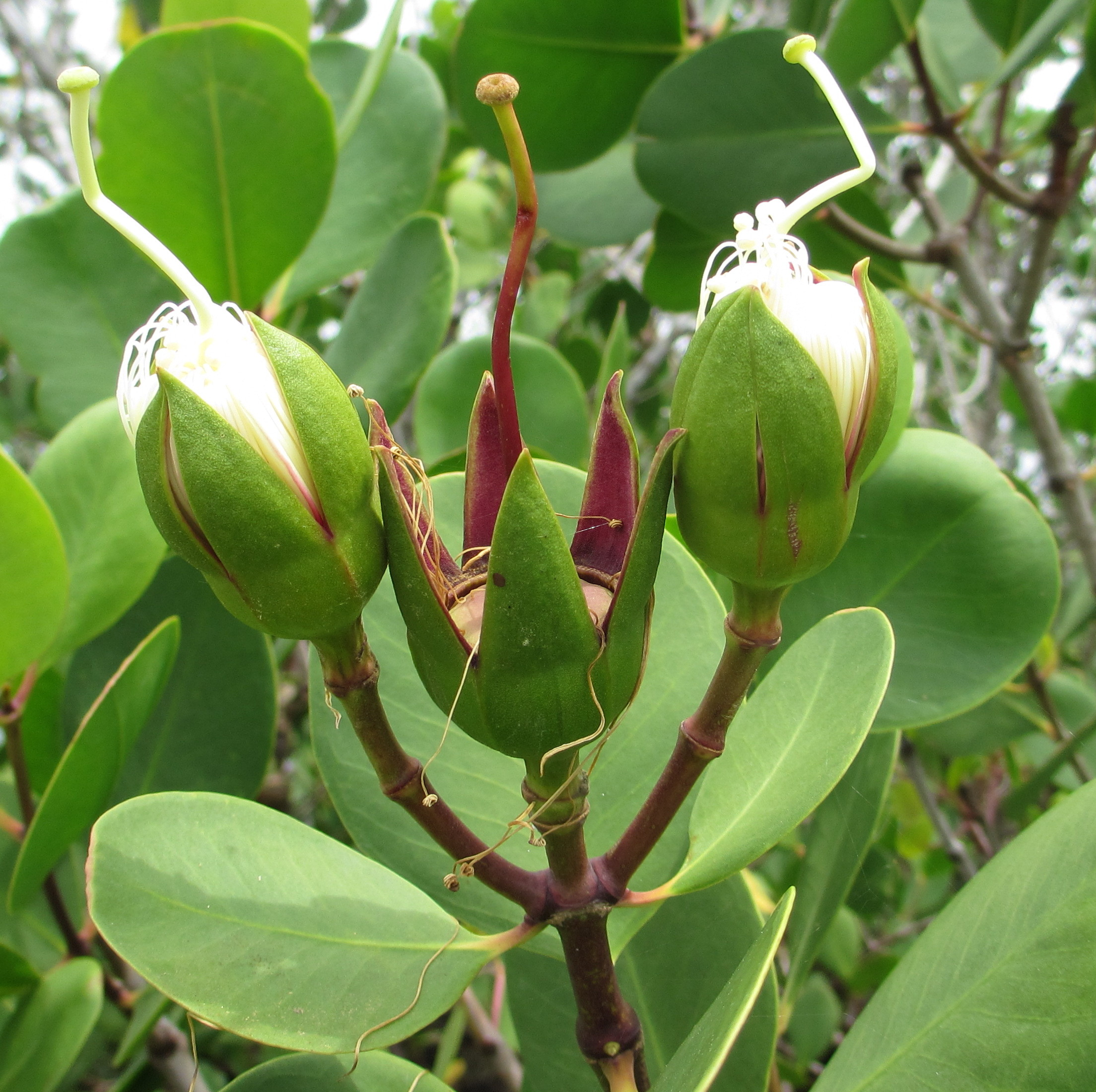
BẦN ĐANG RA QUẢ

## Các loài
Chi Sonneratia chứa khoảng 14-16 loài:
- Sonneratia alba Sm. (đồng nghĩa: Sonneratia mossambicensis Klotzsch): Bần trắng
  - Sonneratia alba thứ iriomotensis (đồng nghĩa: Sonneratia iriomotensis Masam.)
- Sonneratia apetala Buch.-Ham.
- Sonneratia caseolaris (L.) Engl. (đồng nghĩa: Sonneratia rubra Oken; Sonneratia acida L.f.): Bần chua, bần đĩa;
- Sonneratia griffithii Kurz (đồng nghĩa: Sonneratia alba Griff., Sonneratia neglecta Blume): Bần ổi
- Sonneratia hainanensis W.C.Ko, E.Y.Chen & W.Y.Chen
- Sonneratia lanceolata Blume
- Sonneratia ovata Backer: Bần trứng
- Sonneratia pagatpat Blanco
- Sonneratia paracaseolaris W.C.Ko, E.Y.Chen & W.Y.Chen
- Sonneratia punctata J.F.Gmel.

## Phân bố

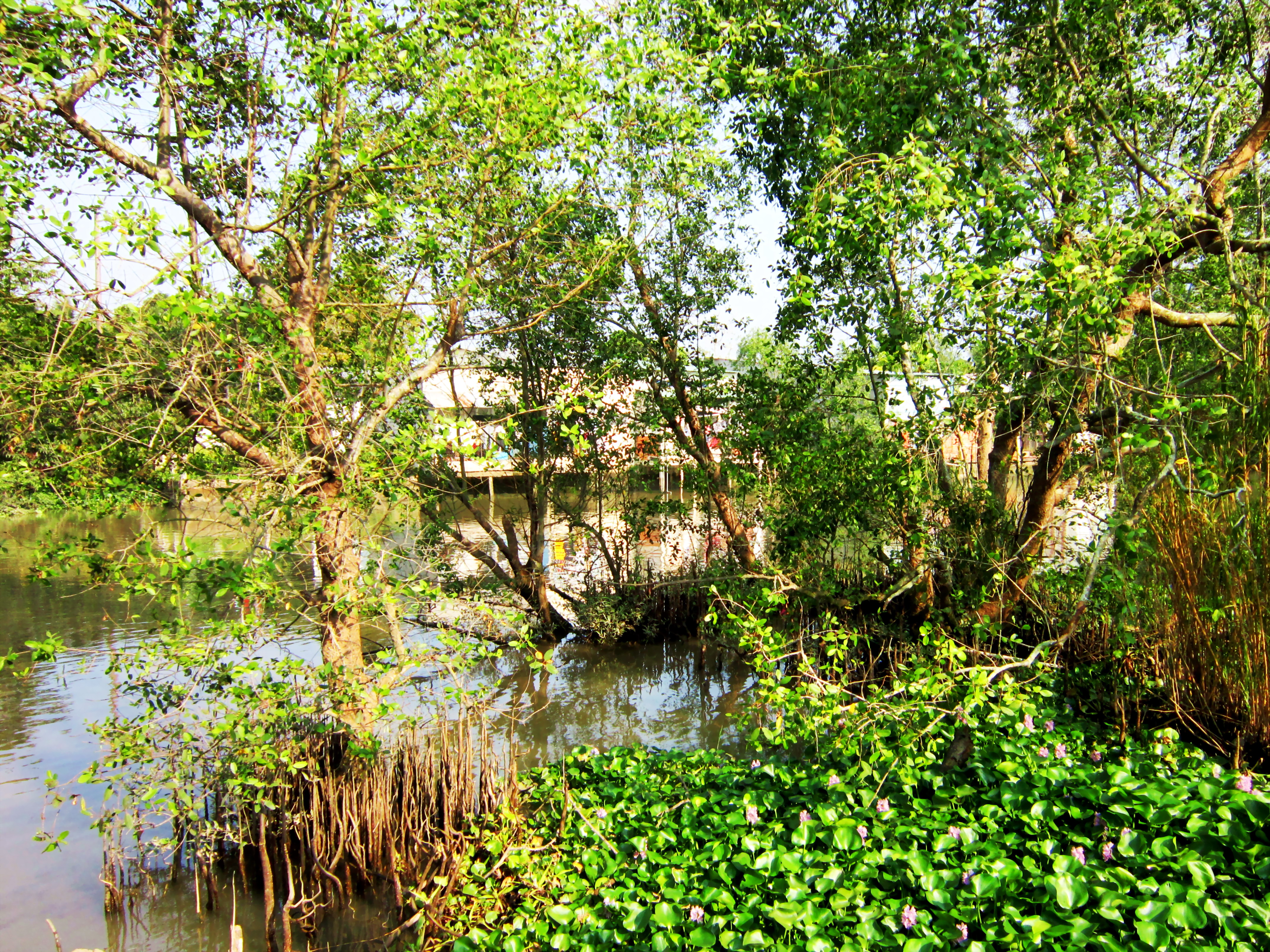
Cây bần mọc um tùm trên rạch Cái Răng ở Cần Thơ

## Hình ảnh

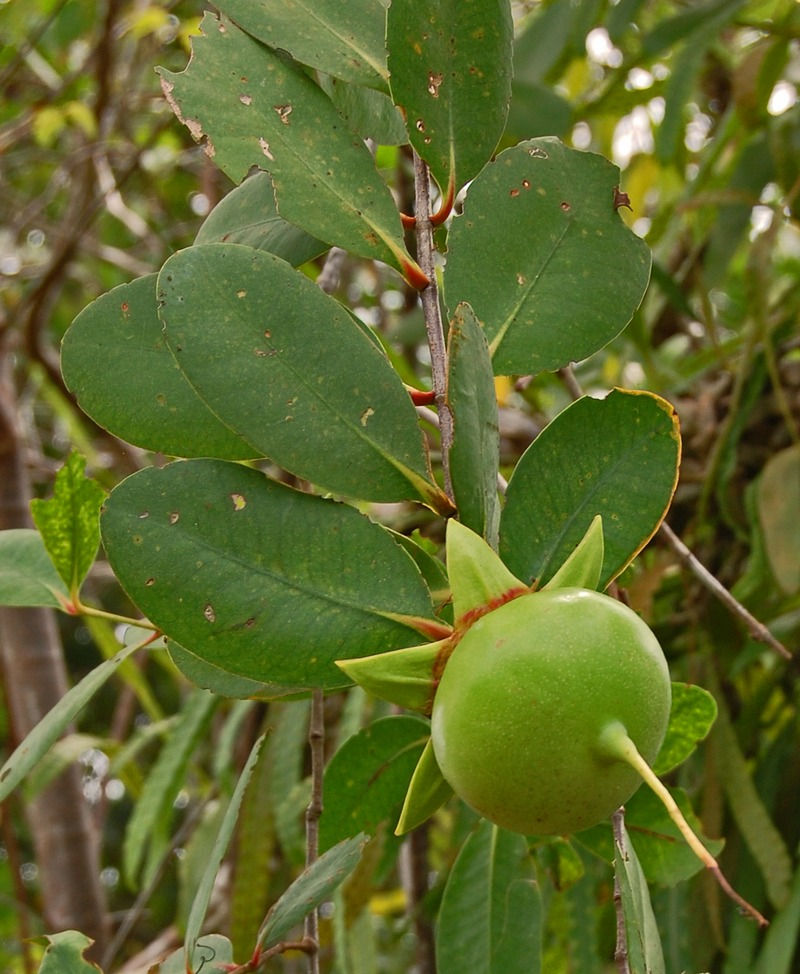
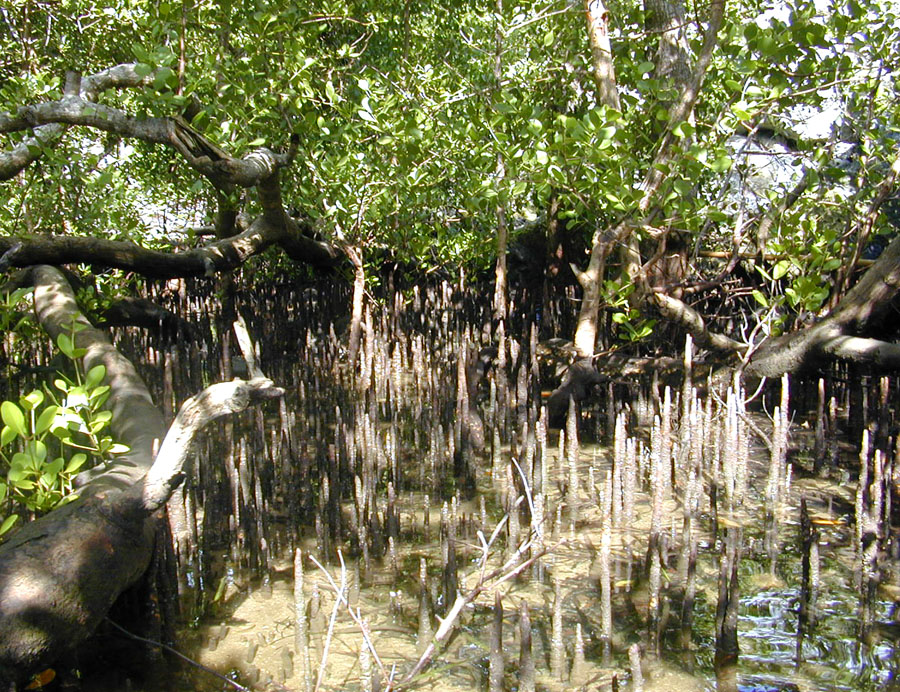
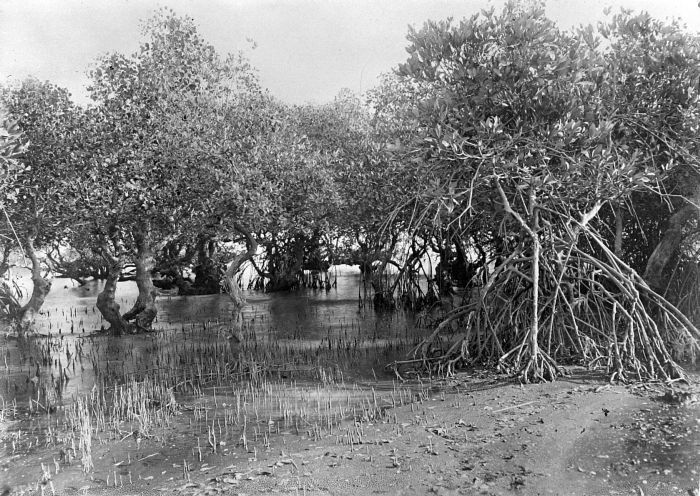
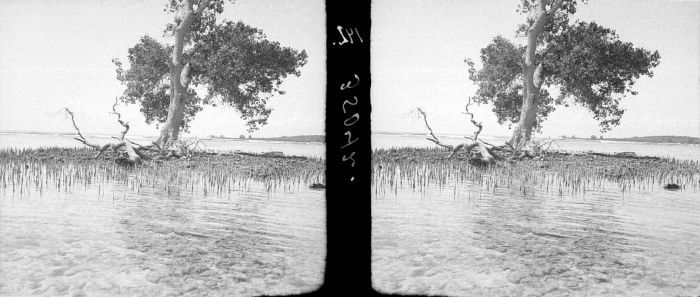